# Siopuk Lama
Siopuk Lama is een bestuurslaag in het regentschap Padang Lawas Utara van de provincie Noord-Sumatra, Indonesië. Siopuk Lama telt 156 inwoners (volkstelling 2010).